# 251-я стрелковая дивизия
251-я стрелковая дивизия — воинское соединение Вооружённых Сил СССР, принимавшее участие в Великой Отечественной войне.

## История
30-я армия была сформирована в июле 1941 года. Изначально состояла из 119-й стрелковой дивизии, 242-й стрелковой дивизии, 243-й стрелковой дивизии, 251-й стрелковой дивизии, 51-й танковой дивизия, а также ряда артиллерийских и других частей. С 15 июля 1941 года включена в состав фронта резервных армий, принимала участие в ряде оборонительных сражений, в частности в Духовщинской операции. В составе Западного фронта (с середины октября по середину ноября 1941 года и с середины декабря 1941 года по август 1942 в составе выделенного Калининского фронта) участвовала в следующих сражениях: Смоленское сражение (1941), Московская битва (1941—1942), Ржевско-Сычёвская операция (1942), Ржевско-Вяземская операция (1943). 16 апреля 1943 года преобразована в 10-ю гвардейскую армию.

### Погорело-Городищенская операция (Первая Ржевско-Сычёвская операция)
В августе 1942 года командиром 251-й Витебской стрелковой дивизии Западного фронта был назначен Басан Городовиков. Дивизия участвует в Погорело-Городищенской операции 20-й армии Западного фронта. Освобождает Погорелое Городище, форсирует Вазузу и втягивается в долгие бои на плацдарме.

#### Общие условия и подготовка

Погорело-Городищенская операция

6-я мотострелковая бригада участвовала в Первой Ржевско-Сычёвской операции в составе 6-го танкового корпуса Западного фронта. 6-й танковый корпус входил во фронтовую подвижную группу под командованием И. В. Галанина. 12 июля командующий Западным фронтом приказал выдвинуть соединения корпуса в район Михалево — Раменье — Полежаево (расположенный к северу от Шаховская (станция)) к 3 часам 16 июля, после чего войти в состав фронтовой подвижной группы. 31 июля корпус получил приказ и в ночь начал выдвижение в исходный район.
По плану операции 6-й танковый корпус должен был вводится в прорыв на второй день наступления на стыке 31-й и 20-й армий в районе Погорелое Городище в полосе 251-й стрелковой дивизии полковника Б. Б. Городовикова. Ввод в прорыв должен был проводится после введения в прорыв армейских подвижных групп. Полоса прорыва 20-й армии составляла 8 км в которой было сконцентрировано 978 орудий и 16 дивизионов реактивной артиллерии. В связи с тем, что войскам предстояло форсировать водные преграды, они были усилены инженерными частями и понтонно-переправочными средствами. Важно отметить, что во время подготовки и проведения наступления шли проливные дожди и это сильно повлияло на действие советских войск. Генерал Н. М. Хлебников вспоминал:

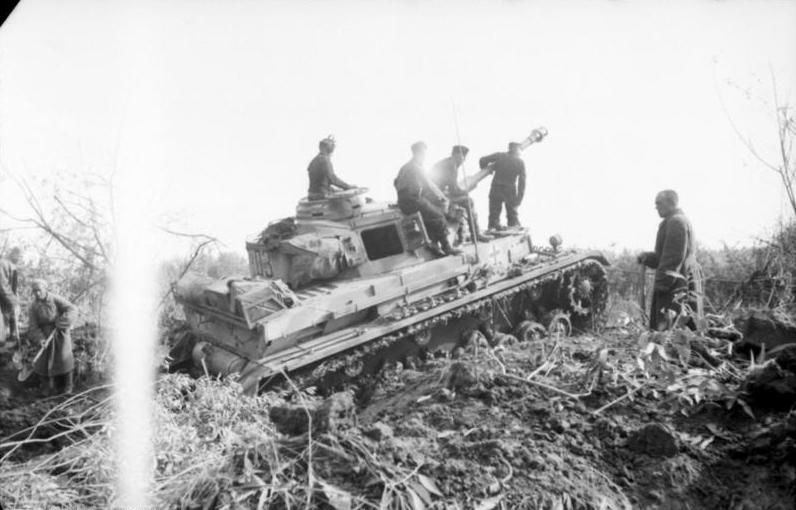
Дожди и болотистая местность крайне затрудняли действия обеих сторон

Кто наступал тогда, в низинах и болотах под Ржевом, вряд ли забудет эти дни. Вода льет потоками сверху, вода пробивается снизу, моментально заполняя свежевырытые окопы. Во влажных испарениях, в тумане, идет пехота. Ноги вязнут в чёрном жидком месиве так прочно, что кирзовые сапоги прихватывает, как клещами. Артиллеристы впрягают десяток лошадей, чтобы вытащить легкую 76-мм пушку, но и это не помогает. Лошади садятся в грязь едва ли не по брюхо, их приходится вытаскивать веревками. Грязь была нашим главным врагом, она заставила нас терять массу времени на преодоление каждого километра.

#### Наступление Западного фронта
Г. К. Жуков планировал нанести свой удар 2 августа, но это оказалось невозможным из-за ливней. К тому же результаты боевых действий Калининского фронта оказались весьма скромными, особенно на стыке с 31-й армией. Учитывая всё это, командование Западного фронта по согласованию со Ставкой перенесло начало наступления на 4 августа.

#### 2-4 августа Начало наступления
Начало наступления планировалось на 2 августа, но проливные дожди вынудили перенести срок на 4 августа. Уровень реки Дёржа, по которой проходила линия фронта на участке прорыва, резко повысился. Потоком снесло два из четырёх мостов. Глубина бродов, составлявшая обычно 0,2-0,7 м, увеличилась до 2-2,5 м, сделав их непроходимыми. Учитывая, что реку должно было пересечь несколько сотен танков, а также несколько тысяч орудий и миномётов, погодные условия оказались не в пользу наступающих.
Наступление началось из района Погорелое Городище 4 августа 1942 года в 6.15. Полуторачасовая артподготовка и последующее наступление оказались совершенно неожиданными для противника. В результате фронт был успешно прорван и ударная группировка заняла первую и вторую линии обороны противника на фронте 15 км продвинувшись до темноты на 6-8 км в глубину. С ходу были заняты Погорелое Городище, Губинка и форсирована река Дёржа. Армейская ударная группа генерала А. Ф. Бычковского к 16 часам достигла района Старое — Ревякино. Группа полковника Армана достигла Кондраково, а передовые части подошли к Праслово. Несмотря на то, что наступление продолжалось всю ночь целей первого дня достичь не удалось.
4 августа началось наступление 20-й армии (генерал-лейтенант М. А. Рейтер) в районе Погорелого Городища. В отличие от Калининского фронта, здесь советским войскам сопутствовал успех: за два дня операции войска 20-й армии прорвали оборону немецкого 46-го танкового корпуса на фронте 18 км и в глубину до 30 км и вышли передовыми частями на подступы к рекам Вазуза и Гжать. Противостоящая советским войскам 161-я пехотная дивизия была разгромлена. В то же время ближайшая задача (взятие Зубцова и Карманово) выполнена не была.

#### 5 августа
6-я мотострелковая бригада вместе с частями 6-го танкового корпуса начала выдвижение из исходного района Салино — Ульяново в 20 часов 4 августа. Бригада выдвигалась по маршруту в направлении Карабаново — Старое следом за 200-й танковой бригадой. Корпус сосредоточился у реки Дёржи севернее Погорелого Городища. Переправы были разрушены вражеской авиацией, но приданные инженерные и понтонные части обеспечили переправу танковой бригады к 12-13 часам. Танковому корпусу была поставлена задача к 18 часам достигнуть района Гнездилово — Хлепень и овладеть переправами через реку Вазуза. Однако, в реальности передовому отряду под командованием командира 100-й танковой бригады полковника Н. М. Иванова, состоявшему из одного батальона 6-й мотострелковой бригады, 100-й танковой бригады и двух противотанковых батарей, удалось достичь района Костино — Бровцево. Попытка прорвать оборону совместно с частями 251-й стрелковой дивизии не увенчалась успехом.

#### 6 августа
Пока 6-я мотострелковая бригада, в составе передового отряда, активно действовала в направлении Костино — Вазуза, 6-й танковый корпус, выдвинул свои главные силы в район Зеновское — Засухино — Старое, должен был, не задерживаясь, выступить на Копылово, и в дальнейшем ему предстояло нанести удар в направлении Малое Кропотово и овладеть районом Кривцово — Мостищи — Березовка — Кузьмино, расположенным на меридиане Ржева. Ни бригада, ни корпус не смогли выполнить поставленную задачу. Эту задачу фронт решал до конца 1942 года.
Во второй половине дня основные силы 6-го танкового корпуса вступили в бой с противником. Передовой отряд корпуса, включавший 6-ю мотострелковую бригаду и 200-ю танковую бригаду, после ожесточённого боя ворвался в Буконтово и вышел на восточный берег Вазузы. К 20 часам к Вазузе вышли основные силы фронтовой подвижной группы.
К сожалению, противник при отходе взорвал мосты и тем самым лишил советские войска возможности переправить технику на западный берег Вазузы. В сложившейся обстановке командир 6-го танкового корпуса Гетман решает строить мост. Однако, немецкая авиация разрушила намечавшийся мост. Тогда Гетман принимает решение переправить через Вазузу 6-ю мотострелковую бригаду на подручных средствах. В журнале боевых действий сказано: «60 процентов личного состава 6-й мотострелковой бригады было переправлено на западный берег Вазузы без всякого оружия и миномётов. Построенный мост (ряжевый) снесло, переправа идёт на плотах. Остальные бригады сосредоточились в лесу южнее Старого Березуя».
В тот же день мост удалось навести и на западный берег переправились остатки 6-й мотострелковой бригады и 200-я танковая бригада. Переправившись, с ходу, части повели наступление в направлении Гредякино — Щеколдино — Кортнево. Но едва продвинувшись на 2-3 км, они столкнулись с подошедшими резервами противника. У населённых пунктов Холм-Березуйский, Гредякино и Васильки немцы перешли в контратаку, в результате которой 6-я мотострелковая и 200-я танковая бригады потеряли 17 лёгких танков и более 350 человек убитыми, ранеными и пропавшими без вести. С наступлением темноты бой прекратился, советским частям удалось удержать небольшой плацдарм на западном берегу Вазузы.
6 августа в бой была введена подвижная группа генерал-майора И. В. Галанина: 6-й (полковник А. Л. Гетман) и 8-й танковые (генерал-майор М. Д. Соломатин) и 2-й гвардейский кавалерийский корпуса (генерал-майор В. В. Крюков). Её продвижение было очень медленным, а вскоре она столкнулась с немецкими подвижными резервами — сюда были брошены основные резервы 9-й армии: три танковые дивизии. Для командования вновь создаваемым немецким фронтом обороны было использовано управление 39-го танкового корпуса Г.-Ю. фон Арнима.

#### 7 августа
7 августа на подступах к Вазузе развернулось встречное сражение между советскими танковыми корпусами и 1-й и 5-й танковыми дивизиями противника.
7 августа. Ночью одна рота 31-й танковой бригады из 8-го танкового корпуса вышла к переправе через Вазузу в районе деревни Хлепень. 251-я, 331-я, 354-я стрелковые дивизии вместе с частями фронтовой подвижной группы имели задачу форсировать Вазузу и наступать на Сычёвку. Возглавил это объединение заместитель командующего 20 армии генерал-лейтенант А. А. Тюрин. 331-я стрелковая дивизия и 17-я танковая бригада повели наступление от деревни Истратово на деревни Печоры и Сельцо и к вечеру завязали бои на противоположном от Хлепня берегу Вазузы.

#### 8 августа
В ночь с 7 на 8 августа шёл проливной дождь, что негативно сказалось на состоянии дорожной сети и системе снабжения войск. Из-за нехватки топлива части группы Армана наступали отдельными танковыми группами для которых топливо сливалось с остальных машин. Мотострелковые части должны были действовать, как пехота.
8 августа. Бои по форсированию Вазузы продолжаются.
В 17 часов подразделения 6-й мотострелковой бригады и 200-й танковой бригады по разведанным бродам и на переправочных средствах 923-го стрелкового полка 251-й стрелковой дивизии форсировали Вазузу в районе Золотилово.
К исходу 8 августа 1942 года (суббота) обозначился успех и на участке соседнего 8-го танкового корпуса. Совместно с главными силами 251-й стрелковой дивизии его 93-я танковая и 8-я мотострелковая бригады подошли к восточному берегу Вазузы, прижав противника к реке, а их левофланговые подразделения начали переправляться на западный берег.
В результате 2-дневных ожесточённых боев 6-й танковый корпус и взаимодействовавшие с ним подразделения стрелковых дивизий не только отразили все контратаки врага, но и расширили плацдарм. Противник был выбит из Кортнево, расположенного на берегу Осуги, и из находящихся в междуречье населённых пунктов Васильки, Логово.

#### 9 августа
9 августа из состава фронтовой подвижной группы был выведен 8-й танковый корпус в подчинение 20-й армии, наступавшей на кармановском направлении. Вследствие этого в ударной группировке, наступавшей на Сычёвку, остался один танковый корпус — 6-й. Ему предписывалось совместно с 251-й стрелковой дивизией наступать дальше, расширяя плацдарм.
9 августа 6-й танковый корпус, наступая совместно с 251-й стрелковой дивизией вели встречные бои против 5-й танковой дивизии и частей 253-й и 161-й пехотных дивизий противника, расширяя на 2-3 километра плацдарм на западном берегу Вазузы от Логово и Тимонино к реке Осуга.

Особенно отличились в этих боях 200-я танковая бригада (командир полковник Москвин И. Г.) и 6-я мотострелковая бригада (командир полковник Есипенко И. Т.) 6-го танкового корпуса.— Сандалов Л.М. Погорело-Городищенская операция. — М: Военное издательство Министерства обороны Союза ССР, 1960.
В целом результаты боёв 9-го августа навряд ли можно назвать успешными и по оценке Л. М. Сандалова «Успехи наших войск ограничились лишь захватом небольших плацдармов на реках Вазуза и Гжать». Эти слова следует отнести в том числе и к успехам 6-й мотострелковой бригады.

#### 10 августа
Командование 20-й армии на 10 августа поставило задачу 6-му танковому корпусу и 251-й стрелковой дивизии к исходу дня овладеть рубежом Подъяблонька — Чупятино.

#### 12 — 18 августа
12 августа 6-й танковый корпус был передан в распоряжение 20-й армии. Наступая в междуречье Вазузы и Осуги корпус совместно с 251-й стрелковой дивизией к исходу 18 августа завязал бои на рубеже Лучково — Сады — Зеваловка — Печёра. Однако объединиться с плацдармом 331-й стрелковой дивизии, находившемся южнее, не удалось.

#### 19 — 23 августа
В ночь с 18 на 19 августа 6-я мотострелковая бригада с частями 6-го танкового корпуса начала выдвижение с восточного берега Вазузы для участия в разгроме Кармановской группировки противника. Корпус сосредотачивался в районе Буконтово, Бровцино, Козлово.
В 6-й мотострелковой бригаде сложилась тяжёлая ситуация с пополнением личным составом и вооружением:

Восстановлению боеспособности подлежали не только танковые бригады, но и 6-я мотострелковая. В боях она потеряла большую часть личного состава. Выбыли из строя по ранению комбриг полковник А. В. Комолов и его заместитель А. А. Гаев. 21 августа бригаду принял полковник И. Т. Есипенко, опытный командир, в Гражданскую войну дважды награждался почётным оружием.
К мотострелкам и поспешил Гетман, чтобы своими глазами убедиться, как идёт восстановление боеспособности бригады. Старый служака Есипенко встретил командира корпуса рапортом, провёл по своим позициям. Земляные работы — рытьё траншей, окопов, сооружение блиндажей — заканчивались. Лишь на отдельных участках обороны трудились небольшие группы бойцов, маскируя срубленными хвойными ветками автомашины, миномёты, артиллерию и другую технику.
Андрей Лаврентьевич остался доволен ходом работ на занимаемой бригадой позиции, но, когда садился в бронетранспортер, был озадачен вопросом, прозвучавшем на украинском языке: «Товарищу генерале, коли будемо поповнювати бригаду?»

Что мог ответить комкор? О сроках пополнения не только мотострелковой бригады, но и танковых бригад он и сам не знал. Знал лишь одно: без восстановления боеспособности корпус в бой не пошлют. Конечно, потом старался, чтобы все части стали полнокровными, обеспечены вооружением, пополнены людьми. К началу сентябрьского наступления бригада Есипенко имела в своём составе 496 штыков.— Виктор Прудников. Стальной ураган. — М.: «Эксмо», «Яуза» 2008.

#### после 23 августа
23 августа 1942 года официально считается датой окончания Первой Ржевско-Сычёвской операции. В этот день были взяты Зубцов и Карманово. Однако для 6-й танковой бригады, а значит и для 6-й мотострелковой бригады, сражение продолжилось.

#### 26 августа — 4 сентября
6-й танковый корпус был включён в состав подвижной группы генерала Тюрина. 27 августа корпус передал свой участок на плацдарме за рекой Вазуза 251-й стрелковой дивизии и передислоцировался в районе Подсосонье — Коротово — Васютники для участия в прорыве на Гжатск.
2 сентября началось наступление в ходе которого не удалось прорвать оборону противника и 4 сентября части были возвращены на исходные рубежи. После этого 6-я таковая бригада была переведена под Зубцов, где начала подготовку к операции «Марс».
В течение 10-18 августа наступление успеха не имело. С 19 по 22 августа противник, напротив, сам перешёл в наступление, потеснив советские позиции.
24 августа 6-й танковый корпус передал участок на плацдарме к западу от реки Вазузы 251-й стрелковой дивизии и выведен в район Васютники — Коротово для наступления в районе реки Гжати, западнее Карманова. Танки корпуса предполагалось использовать для непосредственной поддержки пехоты (331-я стрелковая дивизия и 354-я стрелковые дивизии 20-й армии).
С 25 ноября 1942 года дивизия участвует в операции Марс. После её окончания продолжает вести кровопролитные бои в междуречье Вазузы и Осуги. 8 марта 1943 года 251-я стрелковая дивизия участвует в освобождении города Сычёвка. 22 декабря 1942 года Городовиков был награждён медалью «За оборону Севастополя». 2 марта 1943 года награждён орденом Красного Знамени за успешное проведение мартовских операций.
27 июля 1943 года Басан Городовиков был назначен командиром 85-й гвардейской стрелковой дивизии 15-го гвардейского стрелкового корпуса.

### Смоленская наступательная операция
В августе 1943 г. началась Смоленская наступательная операция, в ходе которой 31 августа частями 251-й стрелковой дивизии генерал-майора А. А. Вольхина был освобождён районный центр Сафоново. За годы войны посёлок был разрушен, в руины превращены многие села и деревни.

### Белорусская наступательная операция
Белорусская наступательная операция или «Операция Багратион» — крупномасштабная наступательная операция Великой Отечественной войны, проводившаяся 23 июня — 29 августа 1944 года. Названа так в честь российского полководца Отечественной войны 1812 года П. И. Багратиона. Эта операция одна из крупнейших военных операций за всю историю человечества.
Ниже представлен список советских стрелковых дивизий, которые принимали участие в этой операции.
| 251-я стрелковая дивизия
| весь период
| генерал-майор Вольхин А. А.
с 12.7.44 — полковник Бирстейн Е. Я.
| подполковник Селектор М. З.
с 6.7.44 — полковник Поршаков Г. М.
Чуть в стороне от школы деревни Мощёны Сенненского района Витебской области Белоруссии — братская могила советских воинов. В июле 1944 года все бойцы 919-го сапёрного полка 251-й стрелковой дивизии погибли, освобождая свою землю от фашистских захватчиков.
В начале боевого пути Докучаев был разведчиком, командиром отделения в 927-м полку 251-й стрелковой дивизии. Воевал в родных местах. Первое ранение получил в боях за посёлок Буконтово, находясь в ста метрах от здания школы, которую окончил перед войной.
Николай Бровцев участвовал в освобождении Смоленской области. Шесть раз был ранен в боях. К апрелю 1945 года капитан Николай Бровцев командовал стрелковым батальоном 923-го стрелкового полка 251-й стрелковой дивизии 2-й гвардейской армии 3-го Белорусского фронта. Отличился во время боёв в Восточной Пруссии.
15 апреля 1945 года к юго-востоку от населённого пункта Пальмникен (ныне — посёлок Янтарный Калининградской области) крупные пехотные и танковые силы немецких войск предприняли контратаку против советских подразделений в лесном массиве Флангервальд, стремясь выйти им в тыл. В этом бою батальон Бровцева понёс большие потери. Во главе небольшой группы стрелков Бровцев закрепился на высоте и организовал круговую оборону, вёл по наступающим огонь из пулемёта. Погиб в этом бою. Похоронен в селе Русское Зеленоградского района Калининградской области.

## Состав дивизии (18.07.1941 г. — 09.05.1945 г.)[12]
919-й стрелковый полк,
923-й стрелковый полк,
927-й стрелковый полк,
789-й артиллерийский полк,
309-й отдельный дивизион противотанковой обороны (до 29.09.41 г.),
309-й отдельный истребительно-противотанковый дивизион (с 20.06.42 г.),
331-я отдельная разведывательная рота,
419-й отдельный сапёрный батальон,
671-й отдельный батальон связи (671-я, 429-я отдельная рота связи),
269-й отдельный медико-санитарный батальон,
249-й отдельная взвод химической защиты,
61-я (472-я) автотранспортная рота,
308-я полевая хлебопекарня,
306-й (104-й) дивизионный ветеринарный лазарет
814 полевая почтовая станция,
715 полевая касса Государственного банка.
Перечень № 5 Стрелковых, горнострелковых, мотострелковых и моторизованных дивизий, входивших в состав действующей армии в годы Великой Отечественной войны 1941—1945 гг. / А. П. Покровский. — М.: Министерство обороны, 1956. — 218 с.

## Командование

### Командиры
- Соловьёв, Филипп Яковлевич (30.06.1941 — 30.07.1941), генерал-майор
- Никитин, Иван Фёдорович (31.07.1941 — 18.08.1941), генерал-майор
- Стенин, Владимир Филиппович (29.08.1941 — 25.10.1941), полковник
- Орестов, Сергей Иванович (26.10.1941 — 08.08.1942), полковник
- Городовиков, Басан Бадьминович (09.08.1942 — 25.07.1943), полковник
- Затылкин, Василий Никитович (26.07.1943 г. — 11.08.1943), полковник
- Вольхин, Александр Алексеевич (12.08.1943 — 21.10.1943), генерал-майор
- Затылкин, Василий Никитович 22.10.1943 — 30.10.1943), полковник
- Вольхин, Александр Алексеевич (31.10.1943 — 21.01.1944), генерал-майор
- Ратнер, Владимир Наумович (26.01.1944 — 15.02.1944), полковник
- Вольхин, Александр Алексеевич (16.02.1944 — 11.07.1944), генерал-майор
- Бирстейн, Евгений Яковлевич (12.07.1944 — 05.01.1945), полковник
- Собенко, Николай Михайлович (06.01.45 — 24.02.1945), полковник
- Москаленко, Алексей Прокофьевич (25.02.1945 — 27.03.1945), генерал-майор
- Дегтярёв, Николай Николаевич (29.03.1945 — 14.04.1945), полковник
- Скрынник, Афанасий Павлович (15.04.1945 — до расформирования), полковник

### Заместители командира
- Дударенко, Михаил Лаврентьевич (01.04.1944 — 18.10.1944), полковник
- Торопчин, Иван Михайлович (19.10.1944 — 14.11.1944), полковник
- Дегтярёв, Николай Николаевич (30.01.1945 — 23.04.1945), полковник

### Начальники штаба
- Пальчиков, Павел Иванович (.12.1941 — .12.1942), майор, подполковник, полковник

## Награды и наименования
| Награда (наименование)            | Дата            | За что награждена |
| --------------------------------- | --------------- | --- |
| Почётное наименование «Витебская» | 2 июля 1944     | За отличие в боях по прорыву Витебского УРа противника южнее Витебска и овладение городом Витебск                                                              |
| орден Красного Знамени            | 12 августа 1944 | За образцовое выполнение заданий командования в боях с немецкими захватчиками, за овладение городом Каунас (Ковно) и проявленные при этом доблесть и мужество. |
| Орден Суворова II степени         | 5 апреля 1945   | За образцовое выполнение заданий командования в боях с немецкими захватчиками при овладении городом Прейсиш-Айлау и проявленные при этом доблесть и мужество.  |

Награды частей дивизии:
- 919-й стрелковый ордена Кутузова[16] полк,
- 923-й стрелковый орденов Суворова, Кутузова[17] и Александра Невского[16] полк,
- 927-й стрелковый Краснознамённый[18] ордена Александра Невского[17] полк,
- 789-й артиллерийский Краснознамённый[19] полк,

## Отличившиеся воины дивизии
- Бровцев, Николай Михайлович, капитан, командир стрелкового батальона 923-го стрелкового полка.
- Корнилов, Пётр Власович, младший сержант, командир отделения связи взвода управления 3-го дивизиона 789-го артиллерийского полка. Указ Президиума Верховного Совета СССР от 29 июня 1945 года.